# Lange Lene

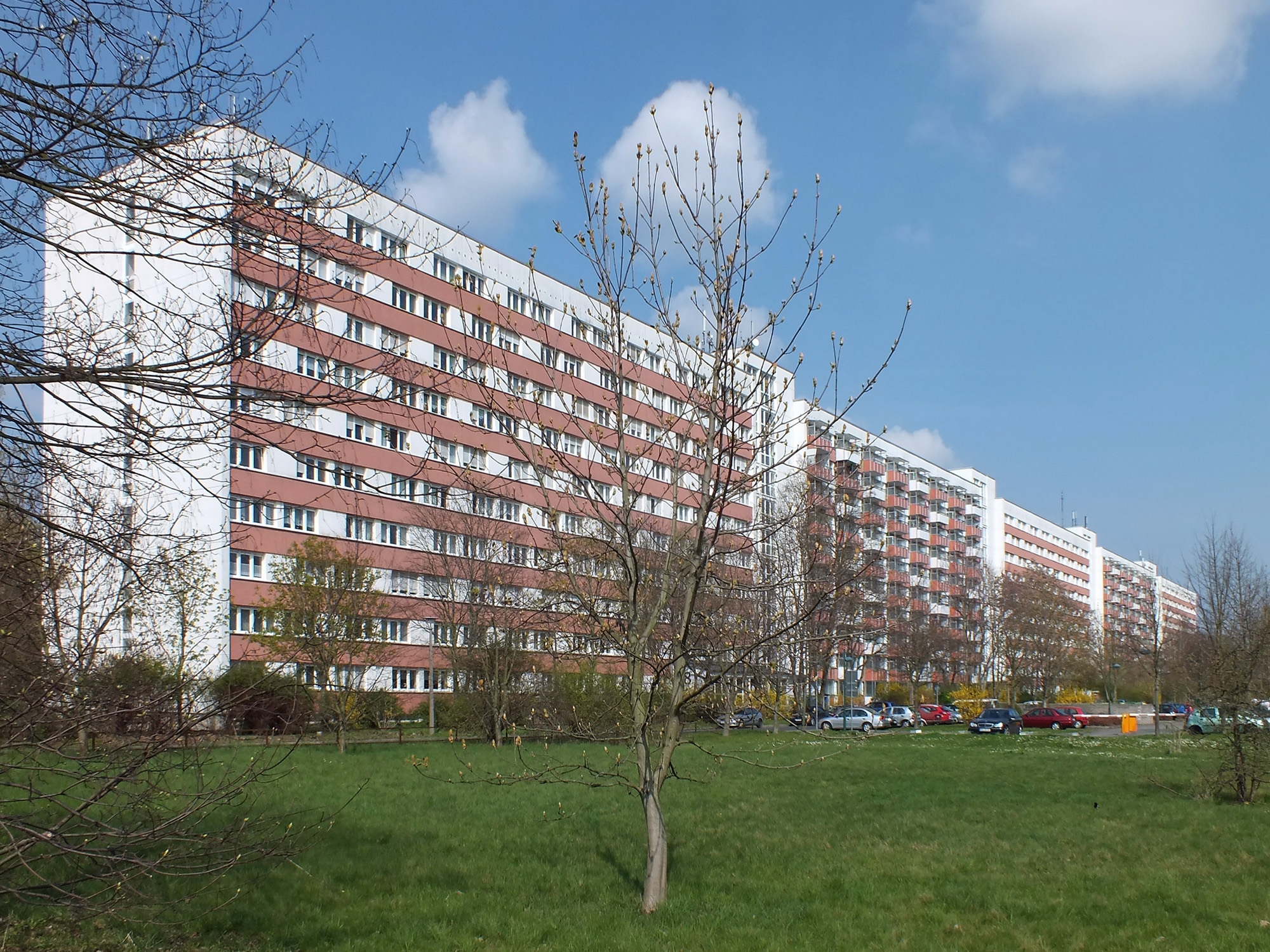
Lange Lene in Leipzig-Probstheida, Ostseite

Als Lange Lene wird ein Wohnhaus im Leipziger Stadtteil Probstheida bezeichnet. Das Gebäude wurde von 1966 bis 1968 in Plattenbauweise errichtet, hat zehn Geschosse und vier Aufgänge. Mit der Länge von 333 Metern ist die Lange Lene Leipzigs und Sachsens längstes Wohn- und Mietshaus. Das Gebäude hat die Anschrift Lene-Voigt-Straße 2–8. Namensgeberin von Straße wie Wohnblock ist die sächsische Mundart-Dichterin Lene Voigt (1891–1962).

## Geschichte
Das Baukombinat Leipzig errichtete von 1966 bis 1968 in 19 Monaten die 333 Meter lange Plattenbau-Wohnscheibe, die ab September 1968 bezugsfertig war. Sie entstand nach einem Entwurf des Architektenkollektivs um Erich Böhme für den Volkseigenen Betrieb (kurz: VEB) Kommunale Wohnungsverwaltung (KWV) Leipzig.
Die „Lange Lene“ ist ein Mittelgang-Wohnhaus mit zehn Etagen und vier Treppenhaustürmen am Rande einer Einfamilienhaussiedlung. Anfangs wohnte in dem Block mit seinen 795 Ein- bis Dreizimmerwohnungen etwa ein Drittel der Bevölkerung von Probstheida.
Das Gebäude befindet sich im Eigentum der Leipziger Wohnungs- und Baugesellschaft. Von 1998 bis 2000 wurde das Gebäude für 45 Millionen D-Mark komplett saniert. Bis dahin gab es in jedem Stockwerk noch den freien Blick durch den gesamten Gang. Die damals eingebauten Brandschutztüren erschweren das nun. Auch wurden 160 Balkone angebaut. Seit 1999 steht es unter Denkmalschutz.
Im September 2018 waren in der „Langen Lene“ mehr als 1300 Menschen zuhause. Die Kaltmiete betrug im Durchschnitt 5,24 Euro pro Quadratmeter, der Leerstand 5,9 Prozent. Mehr als die Hälfte der Mieter sind im Rentenalter. Ein Verein bietet für deren Bedürfnisse einen umfangreichen Seniorenservice.

## Verschiedenes
- In Leipzig ist die 1875–1877 erbaute Kaserne Möckern mit 345 Metern ein noch längeres Gebäude als die Lange Lene. Die einstige Kaserne ist jetzt die Zentrale der Deutschen Rentenversicherung Mitteldeutschland, sie wird also nicht mehr für Wohnzwecke genutzt.
- In Dresden gilt das Gebäude Prager Zeile mit 240 Metern als längstes Wohnhaus der Stadt. Die Lange Lene mit ihren 333 Metern ist damit das längste Wohngebäude in Sachsen.